# 神奈川県道401号瀬谷柏尾線

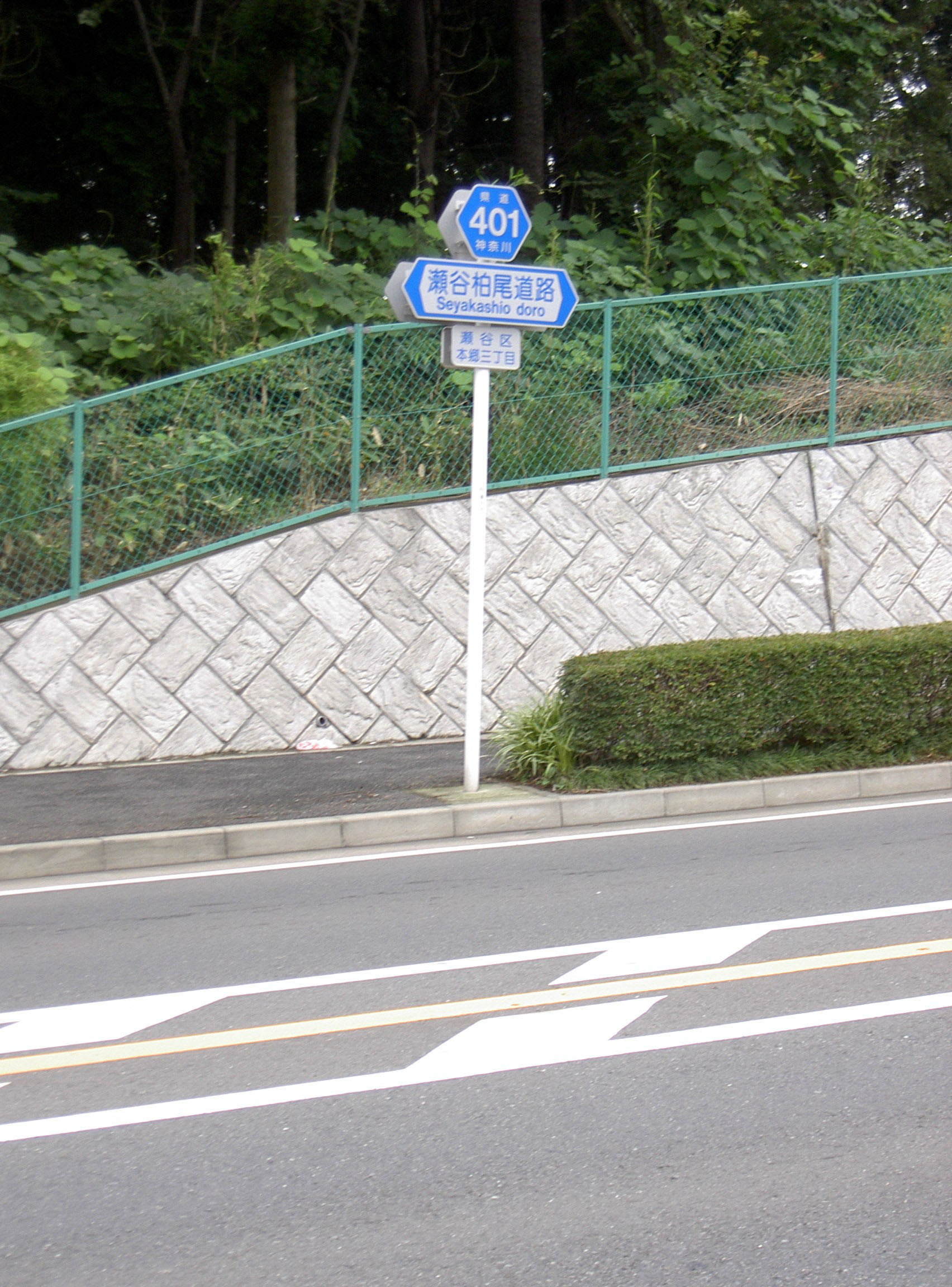
横浜市瀬谷区本郷3丁目地内に設置された標識

神奈川県道401号瀬谷柏尾線（かながわけんどう401ごう せやかしおせん）は、神奈川県横浜市瀬谷区と同市戸塚区を結ぶ延長約13㎞の一般県道（横浜市管理道）である。

## 起点・終点
- 起点：横浜市瀬谷区目黒町 瀬谷入口交差点（国道246号交点）
- 終点：横浜市戸塚区柏尾町 不動坂交差点（国道1号・横浜新道戸塚支線交点）
- 路線ルート：Google マップ

## 通称
- 瀬谷柏尾道路
- 阿久和街道

## 通過する自治体
- 神奈川県
  - 横浜市 （瀬谷区、泉区、戸塚区）

## 交差する道路・鉄道路線
- 横浜市瀬谷区
  - 国道246号（瀬谷入口交差点）
  - 東名高速道路（立体交差）
  - 相鉄本線（踏切）
  - 神奈川県道45号丸子中山茅ヶ崎線（二ツ上橋交差点）
  - 神奈川県道40号横浜厚木線（二ツ橋交差点）
  - 神奈川県道402号阿久和鎌倉線（阿久和交差点）
  - 横浜市都市計画道路鴨居上飯田線（阿久和交差点）
  - 東海道新幹線（立体交差）
- 横浜市泉区
  - 相鉄いずみ野線（立体交差）
  - 神奈川県道218号弥生台桜木町線（西田橋交差点〜白百合団地入口交差点まで重複）
  - 横浜市都市計画道路中田さちが丘線（岡津町交差点）
- 横浜市戸塚区
  - 横浜新道（上矢部インターチェンジ、交差地点）
  - 横須賀線（立体交差）
  - 東海道本線（立体交差）
  - 国道1号・横浜新道戸塚支線（不動坂交差点）

## 備考
- 江戸時代以前より存在している道路で、沿道には江戸時代の領主の本拠地が点在している（岡津、新橋、二ツ橋、上瀬谷等）。
- また当時は、東海道、中原街道、八王子街道を結ぶ道としても機能していた。
- この道路は沿道に工場などが多く、国道246号と直結しているために、大型トラックなどが頻繁に通行する。
- 歩道が狭い部分があり、瀬谷区上瀬谷町の東名高架下から二ツ橋交差点までは道路幅が狭いことによる歩行者保護のため、大型車両の通行規制区間となっている。鶴間駅東口、マークスプリングス、八幡神社付近では、道幅が狭いなかを路線バスが通る。
- 瀬谷区目黒交差点や戸塚区不動坂交差点付近は渋滞が多く、これが原因となって路線バスの遅延が目立つ。
- 神奈川県道402号阿久和鎌倉線の阿久和交差点においても瀬谷柏尾線から阿久和鎌倉線に流入する車両で慢性的に渋滞していたが、2008年（平成20年）交差点の改良工事が行われた。
- 終点の戸塚区不動坂交差点は、瀬谷区方面から国道1号戸塚道路への右折が禁止されている。そのため、戸塚道路を利用する車両は横浜新道の上矢部IC(上矢部南交差点)で右折する。なお横浜新道は、上矢部ICから戸塚終点までの区間は無料で通行できる。